# Ewa Monika Guzik-Makaruk
Ewa Monika Guzik-Makaruk (ur. 11 listopada 1971 w Jaworznie) – polska prawnik, adwokat, profesor nauk prawnych, profesor zwyczajny, nauczyciel akademicki Wyższej Szkoły Policji w Szczytnie, specjalistka w zakresie prawa karnego, medycznego prawa karnego, międzynarodowego prawa karnego. Kierownik Zakładu Prawa Karnego (od 1 stycznia 2018 r.) Katedry Prawa Karnego i Kryminologii, prodziekan do spraw nauki Wydziału Prawa Uniwersytetu w Białymstoku.

## Wykształcenie
W 1995 ukończyła studia prawnicze w Filii Uniwersytetu Warszawskiego w Białymstoku. W 2000 uzyskała stopień naukowy doktora nauk prawnych na podstawie rozprawy pt. „Sekty religijne w Polsce. Studium prawno-kryminologiczne”, której promotorem był prof. zw. dr hab. Emil Walenty Pływaczewski. W 2009 otrzymała stopień doktora habilitowanego nauk prawnych za dorobek naukowy oraz pracę „Transplantacja organów, tkanek i komórek w ujęciu prawnym i kryminologicznym”. 23 września 2017 prezydent RP Andrzej Duda nadał jej tytuł profesora nauk prawnych.
Została nauczycielem akademickim Uniwersytetu w Białymstoku, objęła tam stanowisko profesora nadzwyczajnego. Została także wykładowcą Wyższej Szkoły Policji w Szczytnie.
W 2018 została wpisana na listę adwokatów Izby Adwokackiej w Białymstoku.
Była stypendystką Uniwersytetu Marcina Lutra w Halle i Wittenberdze (Niemcy), Uniwersytetu w Bernie (Szwajcaria), Uniwersytetu Arystotelesa w Salonikach (Grecja), Uniwersytetu Ludwika i Maksymiliana w Monachium (Niemcy), Fundacji Aleksandra von Humboldta (Niemcy).

## Praca naukowa
Jest autorką prawie 160 publikacji, w tym w j. niemieckim, angielskim, francuskim i rosyjskim, 2 monografii; redaktorem naukowym 3 monografii (m.in.: „Przepadek przedmiotów i korzyści pochodzących z przestępstwa, Warszawa 2012; „Poczucie bezpieczeństwa obywateli w Polsce. Identyfikacja i przeciwdziałanie współczesnym zagrożeniom, Warszawa 2011), w tym jednej w formie e-book pt. „Możliwości wykorzystania i wdrożenia nowoczesnych technologii do budowy narzędzi wspomagających codzienne funkcjonowanie osób niewidomych”.
Uczestniczyła w ponad 80 krajowych konferencjach, w tym na 30 wygłaszała referaty. Uczestniczyła również w około 30 konferencja zagranicznych i międzynarodowych, w tym na 15 wygłosiła referaty – głównie w j. niemieckim.
Jest jednym z inicjatorów oraz kierownikiem Szkoły Prawa Niemieckiego organizowanej przez Wydział Prawa Uniwersytetu w Białymstoku we współpracy z Wydziałem Prawa Uniwersytetu Humboldtów w Berlinie.
W lipcu 2014, jako jedyny ekspert z Polski, została zaproszona do realizacji międzynarodowego projektu pt. Auswirkungen der Liberalisierung des Internet-handels in Europa auf den Phänomenbereich der Arzneimittelkriminalität (ALPhA), finansowanego przez Ministerstwo Nauki Republiki Federalnej Niemiec. Projekt poświęcony jest przestępczości związanej z parafarmaceutykami i fałszowaniem leków. Będzie realizowany będzie do kwietnia 2017, a Ministerstwo przeznaczyło na jego realizację 1,5 mln euro. Uczestnikami projektu są naukowcy ze wszystkich 28 krajów Unii Europejskiej.
Promotor pracy doktorskiej dr Emilii Jurgielewicz-Delegacz pt. Wypadek w komunikacji z udziałem osób niepełnosprawnych ze szczególnym uwzględnieniem osób niewidomych i słabowidzących. Studium prawno-kryminologiczne, która uzyskała w 2015 nagrodę Rzecznika Praw Obywatelskich w konkursie na najlepszą pracę doktorską poświęconą wykluczeniu społecznemu.
Członek wielu towarzystw naukowych, między innymi Stowarzyszenia Popularyzacji Wiedzy Prawnej (pełni funkcję prezesa), Towarzystwa Naukowego Prawa Karnego, Societas Humboldtiana Polonorum, Polskiego Towarzystwa Kryminologicznego im. prof. Stanisława Batawii.

## Projekty badawcze
Kierownik:
- 2008–2011: „Przepadek przedmiotów i  korzyści pochodzących z przestępstwa”
- 2011–2014: „Opracowanie systemu wykrywania zagrożeń bezpieczeństwa osób niewidomych i słabowidzących ze szczególnym uwzględnieniem ruchu drogowego. Aspekty prawno-kryminologiczne i technologiczne”[20]

Wykonawca:
- 2002–2006: „Rozwiązania prawne i organizacyjno-techniczne w zwalczaniu przestępczości organizowanej oraz terroryzmu ze szczególnym uwzględnieniem problematyki dowodów procesowych oraz instytucji świadka koronnego” (kierownik grantu: Emil Walenty Pływaczewski)
- 2008–2011: „Monitoring, identyfikacja i przeciwdziałanie zagrożeniom bezpieczeństwa obywateli” (kierownik grantu: Emil Walenty Pływaczewski)
- 2009–2011: „Prawne i kryminologiczne aspekty wdrożenia i stosowania nowoczesnych technologii służących ochronie bezpieczeństwa wewnętrznego” (kierownik grantu: Wojciech Filipkowski)
- 2009–2011: „Jurisdiktionskonflikte bei grenzüberschreitender Kriminalität – ein Rechtsvergleich zum Internationalen Strafrecht” (kierownik grantu: Arndt Sinn, Uniwersytet w Osnabrück)
- 2011–2014: „Nowoczesne technologie dla/w procesie karnym i ich wykorzystanie – aspekty techniczne, kryminalistyczne, kryminologiczne i prawne” (kierownik grantu: Emil Walenty Pływaczewski)
- 2014–2017: „Auswirkungen der Liberalisierung des Internethandels in Europa auf den Phänomenbereich der Arzneimittelkriminalität (ALPhA)”[22] (kierownik grantu: Arndt Sinn, Uniwersytet w Osnabrück)

## Pełnione funkcje
- Przewodnicząca Komisji Dyscyplinarnej ds. studentów UwB (1995–1999)
- Ekspert w pracach Sejmowej Komisji Rodziny, Podkomisji Nadzwyczajnej do spraw grup psychomanipulacyjnych (1999 i 2000)
- Pełnomocnik Dziekana Wydziału Prawa do spraw kontaktów ze szkołami średnimi (2007 i 2008)
- Ekspert w Panelu Tematycznym Społeczeństwo Obywatelskie w Narodowym Programie Foresight Polska 2020 (2007 i 2008)
- Pełnomocnik Dziekana Wydziału Prawa do spraw promocji (2008–2010)
- Rzecznik Dyscyplinarny ds. Nauczycieli Akademickich Uniwersytetu w Białymstoku (2006–2012)
- Prodziekan do spraw nauki na Wydziale Prawa Uniwersytetu w Białymstoku (2012–2019)[2]
- Członek Krajowej Rady Transplantacyjnej (powołana do Komisji Etycznej Krajowej Rady Transplantacyjnej oraz Zespołu ds. Opinii Prawnych i Regulacji Międzynarodowych[23]) (2014-2018; 2018-2022)[24][25]
- Członek Rady Programowej Polskiej Platformy Bezpieczeństwa Wewnętrznego (od 17 czerwca 2015)[26]
- Arbiter Główny i Arbiter Rekomendowany we Wschodnim Sądzie Arbitrażowym przy Izbie Przemysłowo-Handlowej w Białymstoku (od 2015)
- Zarządzeniem Ministra Sprawiedliwości z dnia 16 marca 2017 została powołana w skład komisji egzaminacyjnej do spraw aplikacji adwokackiej przy Ministrze Sprawiedliwości z siedzibą w Białymstoku[27]
- Zastępca Dyrektora Międzynarodowego Centrum Badań i Eskspertyz Kryminologicznych (czerwiec 2017)[28]
- Prezes Stowarzyszenia Polska Platforma Bezpieczeństwa Wewnętrznego (PPBW) (od 6 grudnia 2017 r.)[29][6]
- Członek Zespołu Ekspertów Narodowego Centrum Nauki w panelu HS5 – Prawo, nauki o polityce, polityki publiczne (od stycznia 2018 r.)[30]
- Ekspert CEPOL – the European Agency for Law Erforcement Training (od maja 2018 r.)[31],
- Przewodnicząca zespołu ds. opinii prawnych i współpracy międzynarodowej w Krajowej Radzie Transplantacyjnej na kadencję 2018-2022 (od 10 stycznia 2019 r.),
- Associate Editor w czasopiśmie Journal of Alzheimer`s Disease 2019-2020, czasopismo z listy MNiSW za 100 pkt.

## Nagrody i odznaczenia
- nagroda Dziekana Wydziału Prawa za osiągnięcia dydaktyczne i organizacyjne (rok akademicki 1995/1996)
- indywidualna nagroda II stopnia przyznana przez Rektora Uniwersytetu w Białymstoku za pracę naukową (październik 2000)
- indywidualna nagroda II stopnia przyznana przez Rektora Uniwersytetu w Białymstoku za pracę naukową (październik 2010)
- Medal „Zasłużony dla Uniwersytetu w Białymstoku” (październik 2012)[32]
- Oskar Studencki 2014
- Brązowy Krzyż Zasługi nadany przez Prezydenta RP Bronisława Komorowskiego (marzec 2015 r.)[33]
- Medal Srebrny za Długoletnią Służbę przyznany przez Prezydenta RP (2016)[34]
- laureatka II edycji Nagrody Naukowej Oddziału PAN w Olsztynie i w Białymstoku w kategorii "Nauki humanistyczne i społeczne"; nagroda za publikację pt. Transplantacja narządów, tkanek i komórek. Wybrane aspekty kryminologiczne i prawnokarne (2018)[35]
- nagroda za znaczące osiągnięcia w zakresie działalności naukowej Ministra Spraw Wewnętrznych i Administracji (2019)[36]